# アロンゾ・トリアー
アロンゾ・ブライアン・トリアー (Allonzo Brian Trier, 1996年1月17日- )は、アメリカ合衆国・ワシントン州シアトル出身のプロバスケットボール選手。ポジションはシューティングガード。

## 来歴

### カレッジ
アリゾナ大学で主力として活躍。3年目は平均18.1得点とエースとしてチームを牽引した。3年目のシーズン終了後に2018年のNBAドラフトにアーリーエントリーしたが、どこからも指名されなかった。

### ニューヨーク・ニックス
ドラフト後の2018年7月3日にニューヨーク・ニックスとツーウェイ契約を結んだ。10月17日のアトランタ・ホークス戦でNBAデビュー。11月23日のニューオーリンズ・ペリカンズ戦でキャリアハイとなる25得点を記録した。その後もNBAの試合で結果を残し、12月13日にニックスと2年700万ドルの正式契約を結んだ。トリアーはシーズン開始から2ヶ月以内に正式契約を結んだ最初の選手となった。一年目の2018-19シーズンは64試合に出場した。オフにニックスがチームオプションを行使したため、来季の残留が決まった。
2019-20シーズンは精彩を欠き、プレータイムも大きく減少。そして新型コロナウイルスの影響でシーズンが中断している2020年6月26日、ニックスから解雇された。

## NBA個人成績

### レギュラーシーズン
| シーズン | チーム | GP | GS | MPG  | FG%  | 3P%  | FT%  | RPG | APG | SPG | BPG | PPG  |
| -------- | ------ | -- | -- | ---- | ---- | ---- | ---- | --- | --- | --- | --- | ---- |
| 2018–19  | NYK    | 64 | 3  | 22.8 | .448 | .394 | .803 | 3.1 | 1.9 | .4  | .2  | 10.9 |
| 2019–20  | NYK    | 24 | 1  | 12.1 | .481 | .358 | .791 | 1.2 | 1.2 | .1  | .2  | 6.5  |
| Career   | Career | 88 | 4  | 19.9 | .454 | .384 | .801 | 2.6 | 1.7 | .4  | .2  | 9.7  |